# 대교 뉴이프 플러스
대교 뉴이프Plus는 주식회사 대교에서 운영하는 대한민국의 교양 정보 케이블 텔레비전 채널이다. 방송 서비스와 더불어 액티브 시니어 타겟의 건강한 라이프 스타일 콘텐츠를 제공한다.
전신은 2017년에 개국한 대교베이비TV/대교 노리Q이다. 대교 노리Q는 2024년 6월 30일 서비스가 종료되었으며, 해당 채널을 대신하여 액티브 시니어를 위한 건강한 라이프스타일을 제안하는 성인 교양 정보 채널인 대교 뉴이프Plus를 2024년 7월 1일 개국했다.

## 연혁
- 2017년 1월 7일: 대교베이비TV 개국
- 2021년 6월 30일: 대교베이비TV 폐국
- 2021년 7월 1일: 대교 노리Q로 채널명 변경
- 2024년 6월 30일: 대교 노리Q 폐국
- 2024년 7월 1일: 대교 뉴이프Plus 개국